# 奥胡斯火车总站
奥胡斯火车总站（丹麥語：Aarhus Hovedbanegård）又稱奥胡斯中央車站，位于丹麦第二大城奧胡斯。第一代站房于1862年启用，第二代站房于1884年启用，现在的站房为1929年启用的第三代站房。在1929年第三代站房启用前，站名为奥胡斯站（丹麦语：Aarhus Banegård），在1929年现站房启用后本站因提档升级而改用现在的“奥胡斯火车总站”这一站名。本站现为火车站与轻轨站共构车站，因奥胡斯轻轨在本站停靠且使用原先本站部分供火车使用的站台和股道。

## 歷史
本站的第一代站房于1862年9月2日和奥胡斯—兰讷斯铁路一同启用，本站同时是奥胡斯—兰讷斯铁路的终点站。 第一代站房由佩托、布拉赛和贝茨公司负责建造。本站在1862年9月2日第一代站房启用至1929年现站房启用期间的名称为“奥胡斯站”。1884年，规模更大的第二代站房启用，由托馬斯·阿爾博和威廉·奥古斯特·瑟斯特鲁普主持设计，采用新文藝復興建筑風格，被認為是受當時德國波恩火车总站的啟發。

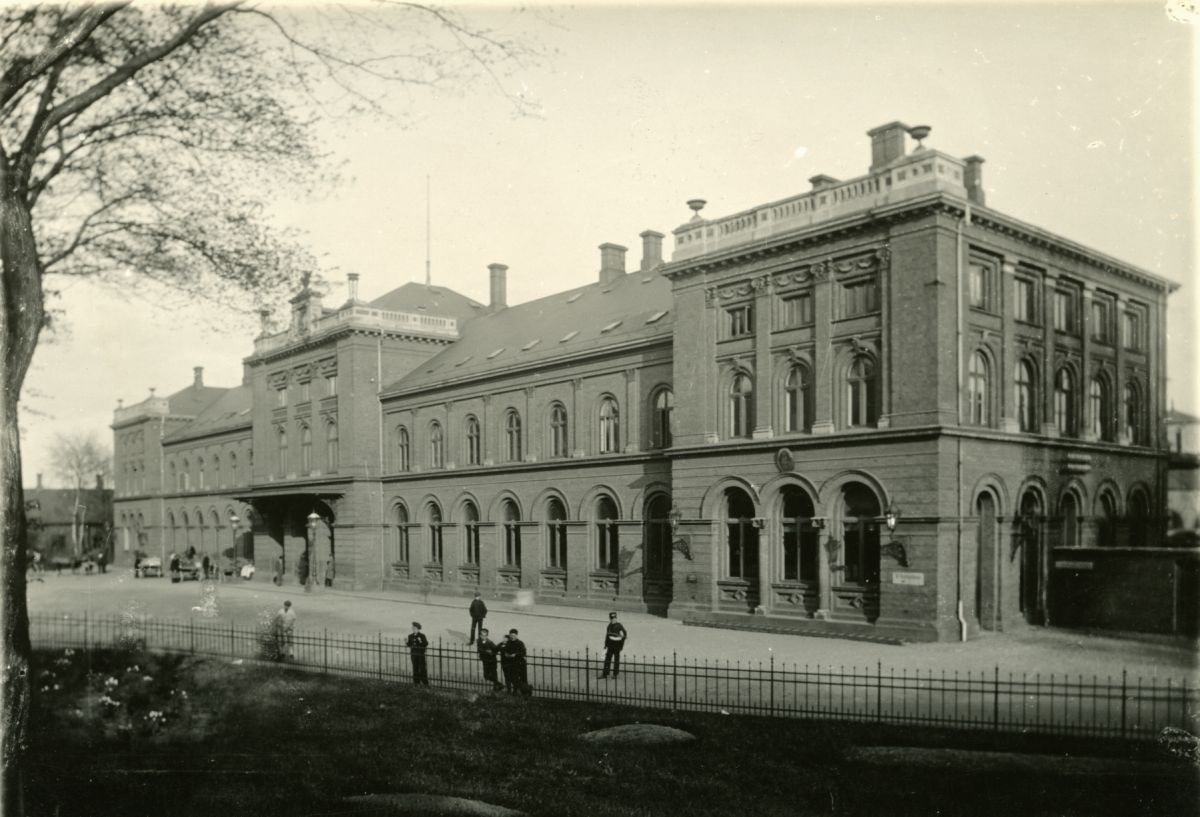
第二代站房（1905年）
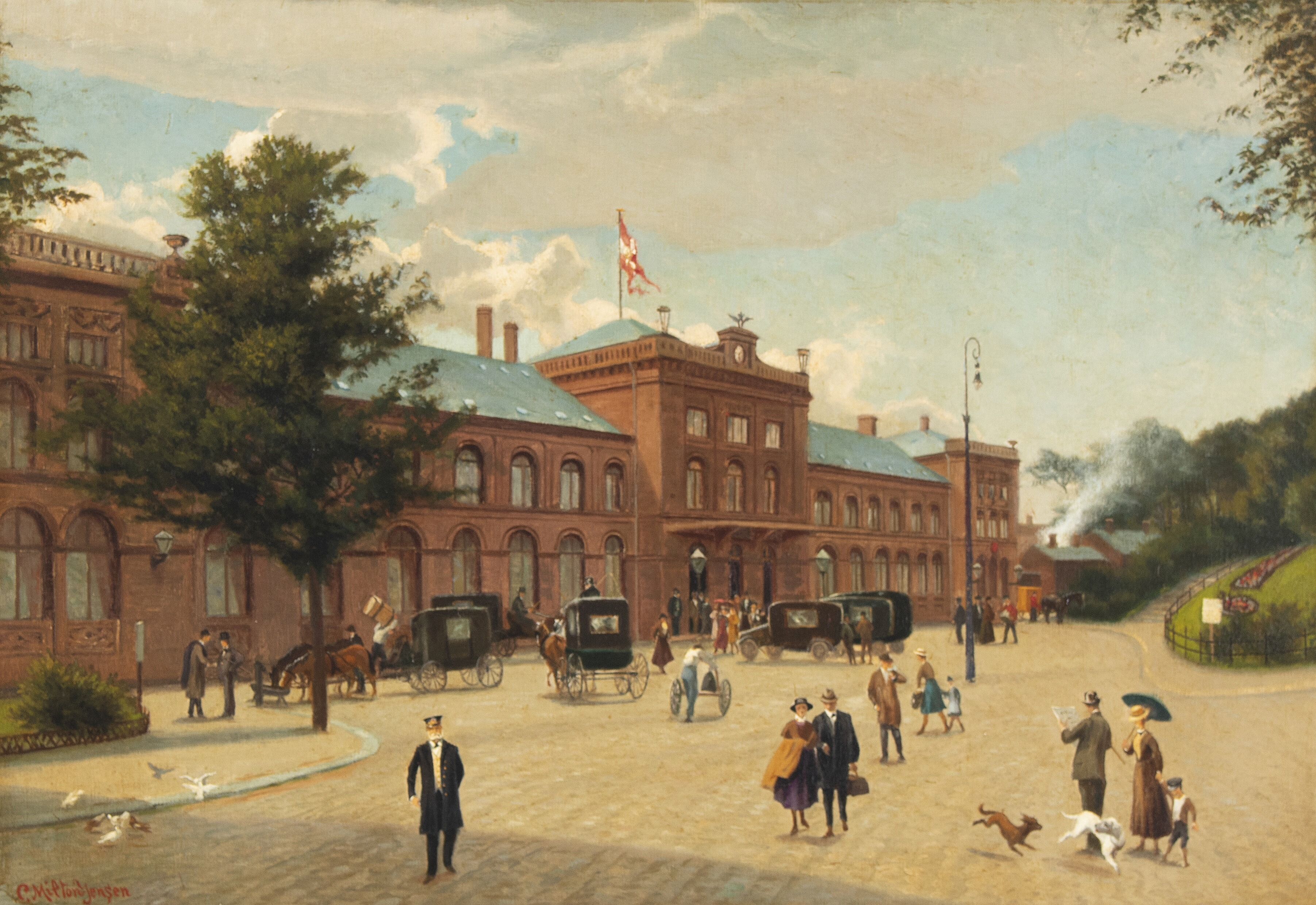
第二代站房油画

然而，這座建築對於快速發展的城市來說規模仍顯不足，因而修建了现在的第三代車站。第三代車站由丹麥國家鐵路的建築師克努兹·唐高·塞斯特主持设计，1927年开工，1929年启用。第三代車站启用后，本站更名为现在的“奥胡斯火车总站”。2017年12月21日通车的奥胡斯轻轨亦在本站停靠，在本站停靠的奥胡斯轻轨列车使用原先供火车使用的站台和股道中的一部分。

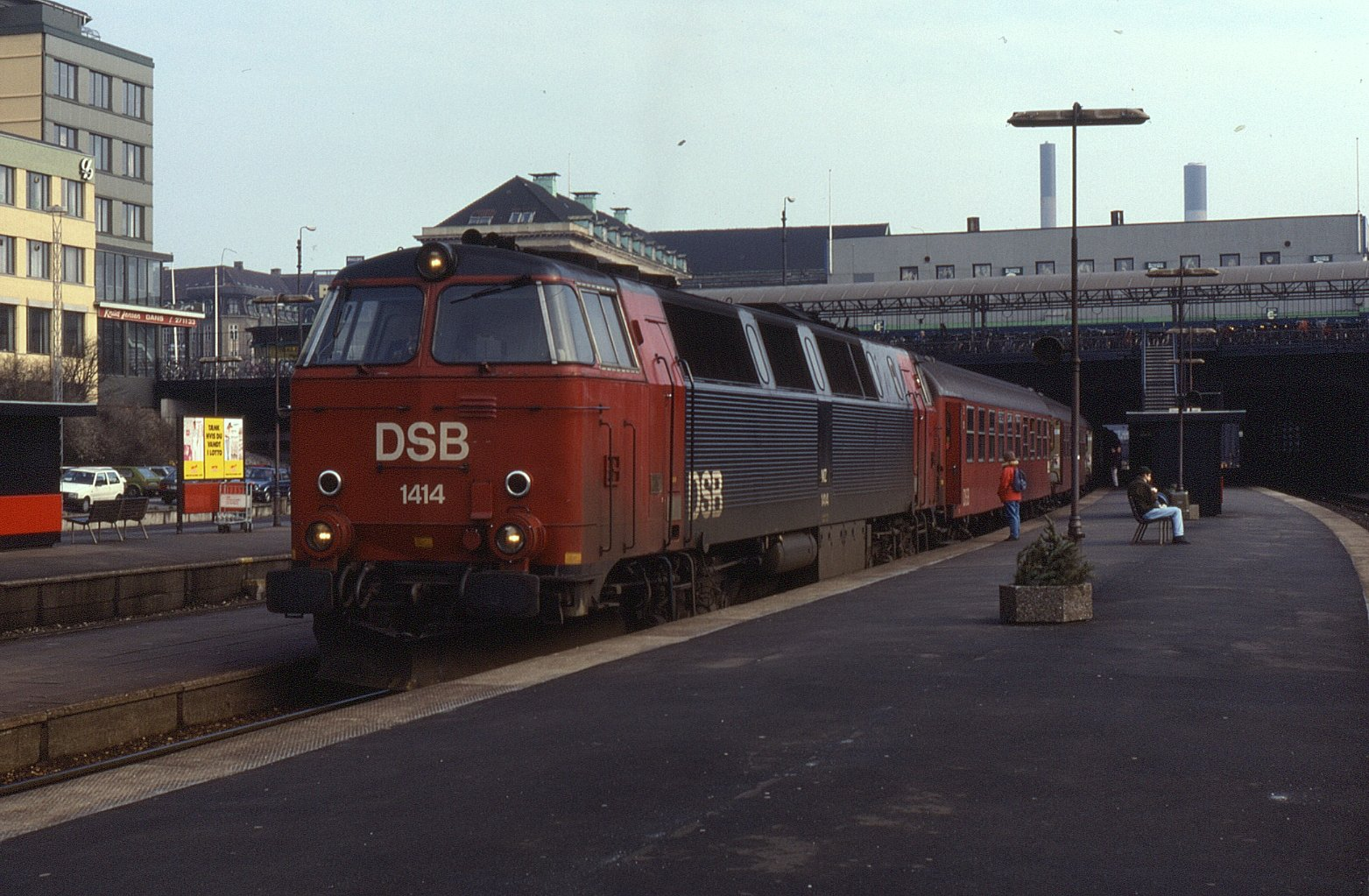
1990年2月21日时的奥胡斯火车总站站台
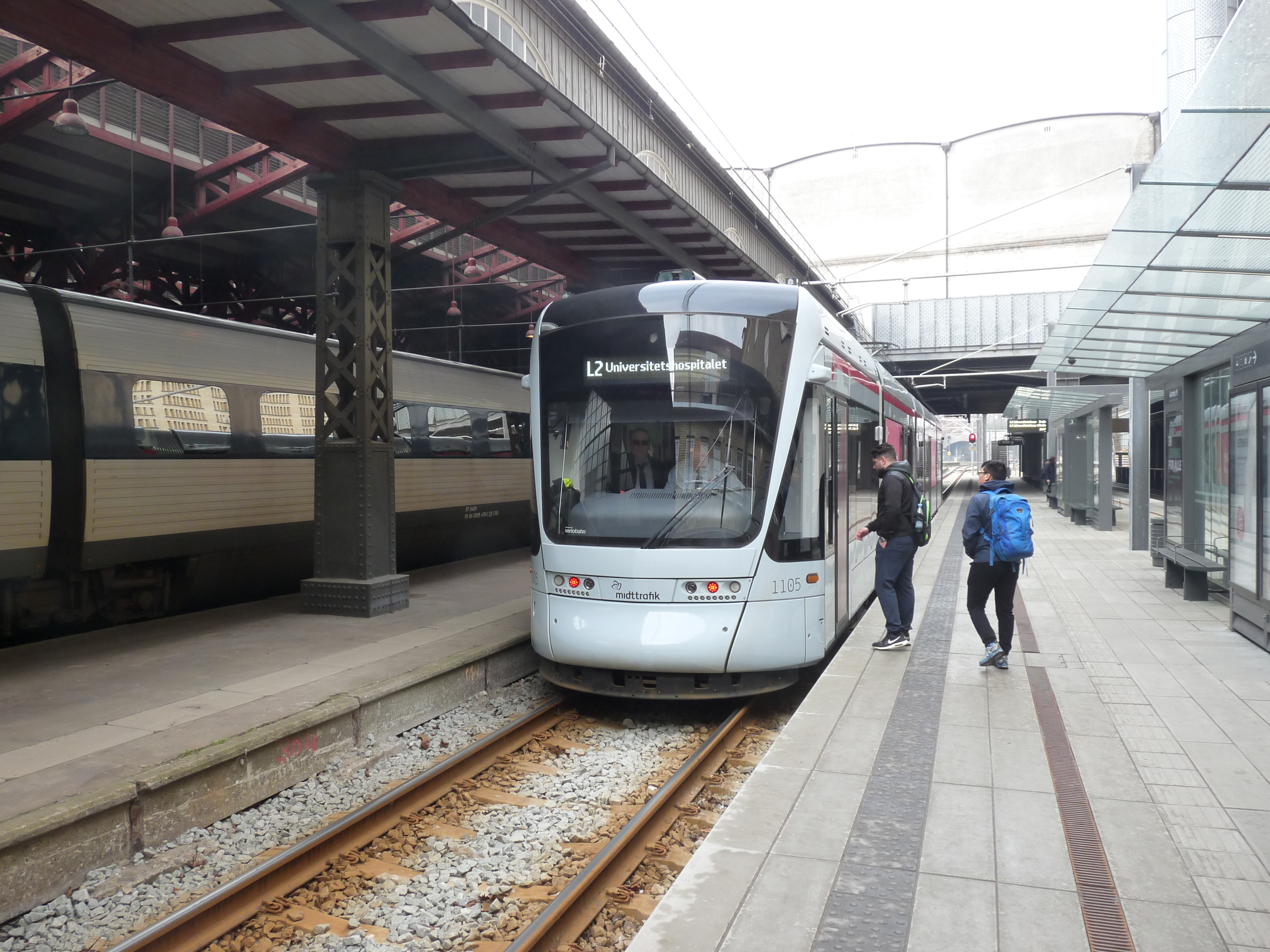
火车与奥胡斯轻轨（丹麥語：Aarhus Letbane）列车同时停靠在奥胡斯火车总站，2018年4月9日拍摄

## 外部連結
- 丹麦国家铁路官网对奥胡斯火车总站的介绍 （页面存档备份，存于）（丹麦语）